# Sakari Pehkonen
Sakari Pehkonen, né le 30 avril 1966, à Helsinki, en Finlande, est un joueur de basket-ball finlandais.